# Rzeszów-Jasionkas flygplats
Rzeszów-Jasionkas flygplats (polska: Port lotniczy Rzeszów-Jasionka) är en internationell flygplats som ligger 10 km norr om centrala Rzeszów i sydöstra Polen.